# Роза Салазар
Роза Бьянка Салазар (англ. Rosa Bianca Salazar; нар. 16 липня 1985, Британська Колумбія) — канадсько-американська акторка.

## Життя і кар'єра
Народилася 16 липня 1985 в Британській Колумбії, Канада, проте виросла в Гринбелті, штат Меріленд. 
У віці п'ятнадцяти років вона почала працювати у сфері розваг, а після переїзду до Нью-Йорка стала всерйоз замислюватися про кар'єру актриси, знявшись у кількох скетчах для «CollegeHumor». Незабаром після переїзду до Лос-Анджелесу в 2009 році отримала другорядні ролі відразу в двох телесеріалах, «Американська історія жахів: Будинок-вбивця» і «Батьки».
У 2015 році знялася в сиквелах популярних підліткових фільмів: у фільмі «Інсургент» в ролі Лінн і у фільмі «той, що Біжить лабіринтом: Випробування вогнем» в ролі Бренди.

## Фільмографія
| Рік       |    | Українська назва                               | Оригінальна назва                   | Роль                                  |
| --------- | -- | ---------------------------------------------- | ----------------------------------- | ------------------------------------- |
| 2010      | с  | Старі друзі                                    | Old Friends                         | дівчина із собакою                    |
| 2010—2012 | с  | CollegeHumor                                   | CollegeHumor                        | різні персонажі                       |
| 2011      | с  | Закон і порядок: Лос-Анджелес                  | Law & Order: Los Angeles            | Йоланда                               |
| 2011      | с  | Американська історія жаху: Будинок-убивця      | American Horror Story: Murder House | сестра Марія                          |
| 2011—2012 | с  | Батьківство                                    | Parenthood                          | Зої Дегейвен                          |
| 2012      | тф | Маленький брат                                 | Little Brother                      | Одетта                                |
| 2012      | кф | Щасливий син                                   | Fortunate Son                       | Еліза                                 |
| 2012      | кф | Петля часу: Тривога облисіння                  | Looper: Baldness Anxiety            |                                       |
| 2012      | кф | План Б                                         | Plan B                              | Стеф                                  |
| 2012      | с  | Стіві-ТВ                                       | Stevie TV                           | різні персонажі                       |
| 2012      | с  | Автомобіль-стрибун                             | Car-Jumper                          | агент Мінді                           |
| 2012      | с  | Бен та Кейт                                    | Ben and Kate                        | Моллі                                 |
| 2013      | вг | Batman: Arkham Origins                         | Batman: Arkham Origins              | Мідноголовка / Copperhead             |
| 2013      | с  | Тіло як доказ                                  | Body of Proof                       | Рамона Дельґадо                       |
| 2013      | с  | Вітаю леді                                     | Hello Ladies                        | Гейвен                                |
| 2013      | с  | Сумнівний                                      | Sketchy                             | персонаж невідомий                    |
| 2013      | мф | Епік                                           | Epic                                | дівчинка на роликах                   |
| 2013      | с  | Нуклеарна сім'я                                | Nuclear Family                      | Ребекка                               |
| 2013      | с  | Бумеранг                                       | Boomerang                           | Олів                                  |
| 2014      | ф  | Джеймісі Бой                                   | Jamesy Boy                          | Крістал                               |
| 2014      | ф  | Пошукова партія                                | Search Party                        | Покахонтас                            |
| 2014      | ф  | Про                                            | The Pro                             |                                       |
| 2015      | мс | Китай, Іллінойс                                | China, IL                           | Барб (озвучення)                      |
| 2015      | ф  | Полюй на правду                                | Hunt the Truth                      | Боствік                               |
| 2015      | ф  | Інсургент                                      | The Divergent Series: Insurgent     | Лінн                                  |
| 2015      | с  | Казки на ніч Тіма та Еріка                     | Tim & Eric's Bedtime Stories        | Люсі                                  |
| 2015      | ф  | Нічні сови                                     | Night Owls                          | Медельїн                              |
| 2015      | ф  | Той, що біжить лабіринтом: Випробування вогнем | Maze Runner: The Scorch Trials      | Бренда                                |
| 2015      | кф | Боротьба — це не боротьба                      | Wrestling Isn't Wrestling           | дівчина, яка дивиться «Гру престолів» |
| 2016      | с  | Комедійний вибух!                              | Comedy Bang! Bang!                  | Кемпер                                |
| 2016      | с  | Чоловік шукає жінку                            | Man Seeking Woman                   | Роза                                  |
| 2016      | ф  | Під водою                                      | Submerged                           | Аманда                                |
| 2017—2018 | мс | Великий рот                                    | Big Mouth                           | Пані Бенітес (озвучення)              |
| 2018      | ф  | Каліфорнійський дорожній патруль               | CHiPs                               | Ава                                   |
| 2018      | ф  | Той, що біжить лабіринтом: Ліки від смерті     | The Maze Runner: The Death Cure     | Бренда                                |
| 2018      | ф  | Пташиний короб                                 | Bird Box                            | Люсі                                  |
| 2018      | ф  | Вихователь дитячого садка                      | The Kindergarten Teacher            | Бекка                                 |
| 2019      | ф  | Аліта: Бойовий ангел                           | Alita: Battle Angel                 | Аліта                                 |
| 2019      | мс | Скасувати                                      | Undone                              | Альма (озвучення)                     |
| 2020      | ф  |                                                | Pink Skies Ahead                    | Адді                                  |
| 2021      | ф  | Марсель, мушля в черевичках                    | Marcel the Shell with Shoes On      | Лариса                                |
| 2022      | ф  | Реінкарнація: збій системи                     | The Chariot                         | Марія Дешайнс                         |
| 2023      | ф  | За мільйон миль                                | A Million Miles Away                | Марія Дешайнс                         |
| 2025      | ф  | Капітан Америка: Прекрасний новий світ         | Captain America: Brave New World    | Рейчел Лейтон / Даймандбек            |